# Млиниця
Млиниця (словац. Mlynica) — село в Словаччині, Попрадському окрузі Пряшівського краю.
Уперше згадується у 1268 році.
У селі є римо-католицький костел з 13 століття в стилі романсу та протестантський костел з 1830 року в стилі класицизму.

## Географія
Розташоване в північній Словаччині в південній частині Попрадської угловини в підніжжі Високих Татер. Протікає Новолеснянський потік.

## Населення
| Рік:            | 1994. | 2004.    | 2014.    | 2024.    |
| --------------- | ----- | -------- | -------- | -------- |
| Кількість осіб: | 279   | 383      | 472      | 815      |
| Різниця:        |       | +37,27 % | +23,23 % | +72,66 % |

| Рік:            | 2023. | 2024.   |
| --------------- | ----- | ------- |
| Кількість осіб: | 768   | 815     |
| Різниця:        |       | +6,11 % |

У селі проживає 430 осіб.
Національний склад населення (за даними останнього перепису населення — 2001 року):
- словаки — 99,44 %,
- німці — 0,28 %,
- поляки — 0,28 %,

Склад населення за приналежністю до релігії станом на 2001 рік:
- римо-католики — 92,50 %,
- греко-католики — 1,39 %,
- не вважають себе віруючими або не належать до жодної вищезгаданої церкви — 6,11 %